# Адешень (комуна)
Адешень, Адешені (рум. Adășeni) — комуна у повіті Ботошані в Румунії. До складу комуни входять такі села (дані про населення за 2002 рік):
- Адешень (1173 особи) — адміністративний центр комуни
- Зойцань (444 особи)

Комуна розташована на відстані 408 км на північ від Бухареста, 41 км на північний схід від Ботошань, 112 км на північний захід від Ясс.

## Населення
У 2009 року у комуні проживали 1586 осіб.